# Les Ollières-sur-Eyrieux
Les Ollières-sur-Eyrieux là một xã ở tỉnh Ardèche, vùng Auvergne-Rhône-Alpes ở đông nam nước Pháp.